# Cured (film)
Pour l’article homonyme, voir Cured.
Cured est un film documentaire américain réalisé par Bennett Singer et Patrick Sammon et sorti en 2020. Le film dépeint la  campagne menée par le mouvement LGBTIQ aux États-Unis qui a conduit au retrait de l'homosexualité de la liste des maladies mentales du Manuel diagnostique et statistique des troubles mentaux en 1973.
Le film a été présenté le 24 août 2020 à l'Outfest. Le festival proposait une édition en ligne en raison de la pandémie de Covid-19 et a été  diffusé durant la « Encore Week » du festival, qui a présenté des reprojections de films sélectionnés dans la programmation officielle du festival. En novembre 2020, il a remporté le prix du public du meilleur long métrage documentaire au NewFest.